# Мансилья, Лусио Норберто
Лусио Норберто Мансилья (исп. Lucio Norberto Mansilla; 4 марта 1792, Буэнос-Айрес, Вице-королевство Рио-де-ла-Плата — 10 апреля 1871, Буэнос-Айрес, Аргентина) — аргентинский военный, геодезист и политик, отличившийся в Войне за независимость, Бразильской войне и в Паранской войне.

## Первые годы
Родился 4 марта 1792 года в Буэнос-Айресе. Сын Андреса Хименеса де Мансильи (1737—1806), трагически погибшего во время первого английского вторжения, и Эдуарды Браво де Оливы (?—1806).
Лусио Норберто Мансилья начал свою военную карьеру, служа во время английских вторжений 1806 года под командованием Сантьяго де Линьерса 10-12 августа в Терсио-де-Гальегос. В октябре того же года он участвовал в операции по задержанию вице-короля Рафаэля де Собремонте по приказу подполковника Пруденсио Мургиондо. В следующем году, во время вторжений 1807 года, он участвовал в битве при Пласа Мисерере 2 июня того же года, а затем в боях 5-6 июля.
В 1809 году после проверки экспертами он был назначен вице-королем Линьерсом на должность инспектора по патентам. В том же году, получив диплом землемера, он обратился в городской совет и получил разрешение на открытие и управление начальной школой математики.
29 марта 1809 года он женился на своей первой жене Полонии Дуранте Оливарес, от которой у него было трое детей: Хуан (род. 1809), Маурисия (род. 1810) и Хосефа (род. 1815).
Поддержал Майскую революцию 1810 года. В 1812 году, уже в звании лейтенанта, по приказу генерала Хосе Хервасио Артигаса он вел кампанию против португальских войск, вторгшихся на эту территорию. Позднее он перешел под командование Хосе Рондо при осаде и последующем освобождении укрепленного города Монтевидео, столицы Восточной полосы, находившегося во власти роялистов.
В 1813 году он перешел под командование полковника Доминго Френча и провел кампанию по нападению на крепость под названием «Эль-Киломбо», расположенную на берегах реки Ягуарон (в настоящее время на границе с Бразилией). В ходе штурма, совершенного 12 мая того же боя, он был тяжело ранен. За свою храбрость он был представлен правительством к награде, и награда была опубликована в газете La Gaceta 5 июня 1813 года. Оправившись от ран, он вернулся в осаждавшую армию и служил в ней до капитуляции роялистов, которая произошла 23 июля 1814 года. За свои действия во время осады он был отмечен правительством серебряным щитом и званием «За заслуги перед Отечеством в героическом звании».

## Андская армия
В боях за независимость он участвовал в организации Андской армии под командованием генерала Хосе де Сан-Мартина. Лусио Мансилья, назначенный майором Пласы в провинции Сан-Хуан, подготовил 600 новобранцев для будущей армии, которые вошли в состав 7-го и 11-го полков. Его сразу же назначили политическим и военным комендантом города Сан-Хосе-де-Хахаль. В этом городе ему удалось набрать 400 добровольцев и он был назначен генералом Сан-Мартином «Генеральным командующим Южных Анд».
Благодаря его превосходному выполнению поставленных перед ним задач генерал Сан Мартин назначил его заместителем командующего 1-й авангардной дивизией, несмотря на то, что он окончил ее лишь в звании майора. Будучи вторым командиром вышеупомянутой дивизии, он участвовал в битве при Чакабуко и в осаде Талькауано по приказу освободителя Хосе де Сан-Мартина. В знак признания его заслуг правительство Соединенных провинций Рио-де-ла-Плата наградило его золотой медалью, а правительство Чили присвоило ему звание офицера ордена Легиона Почета и наградило еще одной медалью и шнурами. В следующем году он участвовал в битве при Майпу под командованием полковника Хуана Грегорио де Лас Эраса.
Он вернулся в Буэнос-Айрес со своими заслугами, но оказался в самом разгаре кризиса 1820 года. Он играл посредническую роль в отношениях с федеральными лидерами и оставался верным правительству столичного совета в переговорах, которые привели к подписанию Договора Пилар. Он поддерживал идею создания Аргентинского федеративного конгресса и выступал против политики генерала Солера.

## Губернатор Энтре-Риос
Генерал Франсиско Рамирес, не согласный с превосходством Хосе Хервасио Артигаса, пригласил Мансилью стать посредником между ними. Получив предварительное разрешение губернатора Мануэля де Сарратеа, он принял эту миссию. Он присоединился к армии лидера Энтре-Риос Франсиско Рамиреса в борьбе против Артигаса, оккупировавшего Энтре-Риос. Он сыграл важную роль в победе Лас-Тунаса над его войсками, будучи командующим пехотой. Он сопровождал Рамиреса в его продвижении к лагерю восточного лидера в Абалосе, недалеко от Курузу-Куатья, и победа там позже заставила Артигаса бежать в Парагвай. Он вернулся в Парану, где был назначен командующим резервной армией в этом городе, в то время как Франсиско Рамирес организовал «Республику Энтре-Риос», аннексировав провинции Корриентес и Мисьонес, объявив их департаментами Энтре-Риос и получив гегемонию в аргентинской Месопотамии. Эти действия были осуждены Мансильей, который отказался участвовать в действиях, предпринятых Рамиресом в 1821 году, когда он вторгся в Санта-Фе. После смерти Рамиреса и того, что Мансилья командовал единственными регулярными войсками, жители Параны и других департаментов назначили его губернатором и генерал-капитаном.
Будучи губернатором провинции Энтре-Риос, первым делом он попытался заключить мир с провинцией Санта-Фе, для чего однажды ночью он лично, один и без оружия, явился в лагерь генерала Эстанислао Лопеса и заявил, что не вернется в Энтре-Риос, не достигнув мира. Столкнувшись с такой настойчивостью, Лопес в конце концов согласился, и мир был заключен.
Позднее он вновь объявил провинции Корриентес и Мисьонес суверенными и приказал своим военачальникам Эваристо Карриего и Феликсу Агирре созвать районы для избрания народного правительства.
Что касается его внутренней политики в отношении провинции, он интенсивно сотрудничал с Педро Хосе Агрело и Доминго де Оро, что привело к утверждению второй провинциальной конституции Аргентинской Республики в 1821 году.
В городе Санта-Фе он подписал Четырехсторонний договор с Буэнос-Айресом, Корриентесом и Санта-Фе. Это подтвердило мир между этими провинциями, но также осудило федеральный конгресс Кордовы на смерть в пользу Буэнос-Айреса, который организовал еще один в 1824 году.
По окончании срока полномочий, установленного законом для губернаторов, он был переизбран трижды. Однако он выразил свою благодарность народной воле, но отказался продолжать исполнять свои обязанности. Он считал, что перевыборы несовместимы с условиями, которые демократическое правительство должно предъявлять своим лидерам. Законодательный орган страны наградил его золотой медалью за выступление.
Тем не менее, он принял честь стать членом Учредительного собрания провинции Энтре-Риос в Учредительном собрании и занимал эту должность в течение года. Его выступление на Конвенте свидетельствует о том, что он в определенной степени разделял идеалы так называемых «унитарианцев» того времени.

## Бразильская война
Лусио Мансилья был повышен до звания генерала аргентинской армии, а в 1826 году был назначен «Генеральным командующим побережья», на этой должности он организовал несколько корпусов для армии, отправив в штаб-квартиру весь парк, вооружение, обмундирование и лошадей. В конце концов он сам возглавил дивизию и присоединился к «генеральному штабу» аргентинской армии под командованием Карлоса Марии де Альвеара из «Риу-Гранди-ду-Сул» во время бразильской войны. Позднее он командовал осадой укрепленного города Монтевидео, оккупированного бразильцами.
Будучи генерал-майором, он принял ведущее участие в битве при Камакуа, за которую получил рекомендацию аргентинского правительства. Позднее генерал Альвеар назначил его командующим сильной армейской дивизией, насчитывавшей около 1800 человек. С этим подразделением он сражался в битве при Омбу против лучшей кавалерии Бразильской империи (состоящей из многих дворян из «Риу-Гранди-ду-Сул») под командованием знаменитого бразильского генерала Бенту Мануэля Рибейру, победив его. Он участвовал в битве при Итусайнго, где проявил себя настолько успешно, что был отмечен щитом и золотыми шнурами, а позднее был назван «начальником штаба» до отвода армии на зимние квартиры в 1827 году.
Позднее в 1827 году, после консультаций с правительством, он ушел в отставку со своего поста в армии, будучи назначенным депутатом от провинции Ла-Риоха в Учредительном конвенте Санта-Фе.

## На службе у Хуана де Росаса
Вернувшись в Буэнос-Айрес, овдовев от первого брака с Полонией Дуранте, он женился вторым браком на Агустине Ортис де Росас (1816—1898), младшей сестре Хуана Мануэля де Росаса, от которой у него было шестеро детей: Лусио Викторио (род. 1831), Эдуарда Дамасия (род. 1834), Агустина Мартина (ро. 1836), Лусио Норберто (род. 1838), Агустина (род. 1840) и Карлос Альберто (род. 1841). Хотя он не поддержал революцию декабря 1828 года под руководством Хуана Лавалье, он избегал участия в гражданской войне.
В 1834 году генерал Хуан Хосе Вьяамонте назначил его начальником городской полиции. Он отличился организацией, которую придал полиции, снабдив ее необходимыми средствами для выполнения ее функций, основав институт ночных сторожей и разработав общие правила ее работы. Позднее правительства Бразилии и Уругвая потребовали принять эти стандарты в качестве образцов.
Когда в 1837 году началась война между Аргентинской конфедерацией и Перуано-боливийской конфедерацией, Мансилья оставил пост начальника городской полиции, чтобы занять пост главнокомандующего резервной армией в провинции Тукуман и организовать ее соответствующим образом.
Столкнувшись с вторжением генерала Хуана Гало де Лавалье в 1840 году, Мансилья не захотел принимать участия в борьбе между своим шурином и бывшим соратником, поэтому он ограничился тем, что сопровождал французского правительственного комиссара — г-на Галлея — чтобы предоставить ему заверения и гарантии заключения мира после его поражений при Санта-Фе и Кебрачо-Эррадо, предложив (в дополнение к амнистии) дипломатическую должность за границей; но Лаваль запретил ему входить в свой лагерь.
С 1840 по 1844 год он занимал пост провинциального законодателя. В свою очередь, с 1839 года он был главой резервной армии города и занимал эту должность в течение нескольких периодов, чередуя ее с командованием побережьем реки Парана до конца правления Росаса.
20 ноября 1845 года Лусио Норберто Мансилья командовал аргентинским войском в битве при Вуэльта де Облигадо с англо-французским экспедиционным корпусом на реке Парана возле Росарио.
Мансилья не брал в руки оружие до 1852 года, когда губернатор провинции Буэнос-Айрес, его зять Хуан Мануэль де Росас, назначил его командующим силами города Буэнос-Айреса — армейским резервом, то есть инвалидами и иностранцами, служившими в городских ополчениях, — пока он противостоял Хусто Хосе де Уркисе и его союзникам-унитарианцам, «колорадцам» и бразильцам.

## Последние годы
После падения правительства Хуана Мануэля де Росаса, последовавшего за битвой при Касеросе, он задержал беглецов, которые вернулись с поля боя в ярости и попытались разграбить город. Он распустил свои войска, передал форт посланнику Уркисы и сел на тот же английский корабль, что и Хуан Мануэль де Росас. В отличие от него, он поселился во Франции, где прожил много лет. Наполеон III и его императорский двор приняли его с почестями и оказали ему особое внимание, несмотря на то, что он был их врагом, поскольку считали, что он защитил свою страну от иностранного вторжения. Он даже выступил посредником при бракосочетании Наполеона III и его испанской жены Марии Эухении де Монтихо. Впечатление, которое этот старый аргентинский генерал произвел на императорский двор, было настолько сильным, что в 1868 году Наполеон III переименовал одну из улиц Парижа в улицу Облигадо (с 1948 года — улицу Аргентины) в знак признания героической защиты суверенитета Аргентины, которую Мансилья и его люди вели в битве при Вуэльта-де-Облигадо.
После того, как страсти, приведшие к падению правительства Хуана Мануэля де Росаса, улеглись, спустя годы Лусио Мансилья вернулся на родину, где и прожил до дня своей смерти, которая наступила 10 апреля 1871 года. Хотя он и умер во время эпидемии желтой лихорадки, он не был заражен этой болезнью.
Его останки покоятся в семейном мавзолее на кладбище Реколета рядом с его женой Агустиной и сыном Лусио Викторио Мансильей.
От брака с Агустиной Ортис де Росас у него родилось пятеро детей, двое из которых внесли свой вклад в историю аргентинской литературы. Его старшим сыном был Лусио Викторио Мансилья (1831—1913), военный и писатель. Его дочь Эдуарда Мансилья (1834—1892), благодаря своему литературному и музыкальному таланту, единогласно считается одной из главных аргентинских писателей XIX века.
В 1989 году была создана Постоянная комиссия в память о генерале Лусио Норберто Мансилье, чтобы почтить его память.